# تپه اطراف شهر سوخته ۱۵۶
تپه اطراف شهر سوخته شماره ۱۵۶ مربوط به ۲۲۰۰-تا ۲۸۰۰ قبل از میلاد است و در شهرستان زابل، بخش شیب آب، دهستان لوتک، روستای حومه شهر سوخته، ۸/۵ کیلومتری جنوب شرق پایگاه باستان‌شناسی شهر سوخته واقع شده و این اثر در تاریخ ۶ اسفند ۱۳۸۵ با شمارهٔ ثبت ۱۷۵۹۱ به‌عنوان یکی از آثار ملی ایران به ثبت رسیده است.